# 挖土機

運作原理

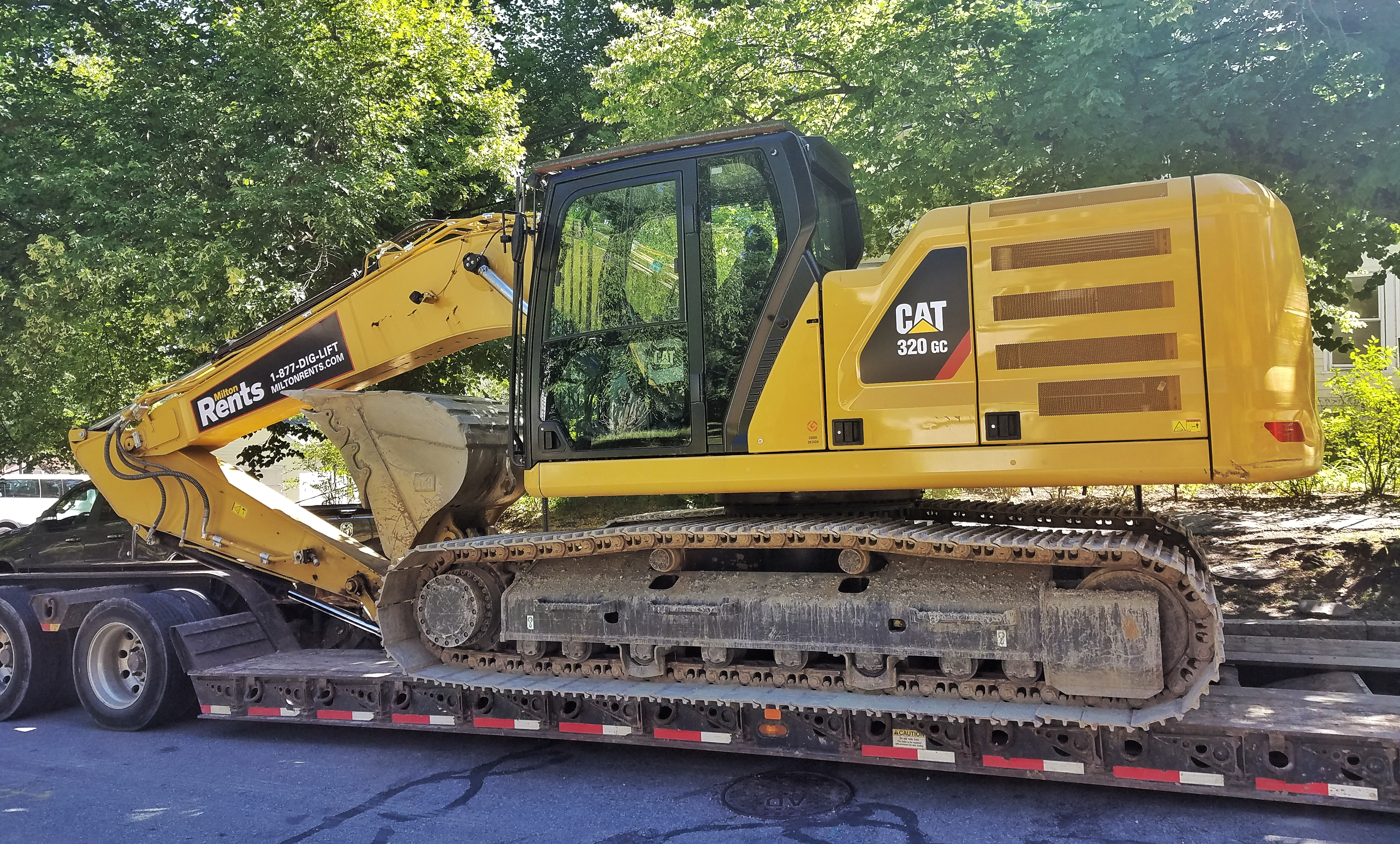
一輛卡特彼勒320GC型挖土機。

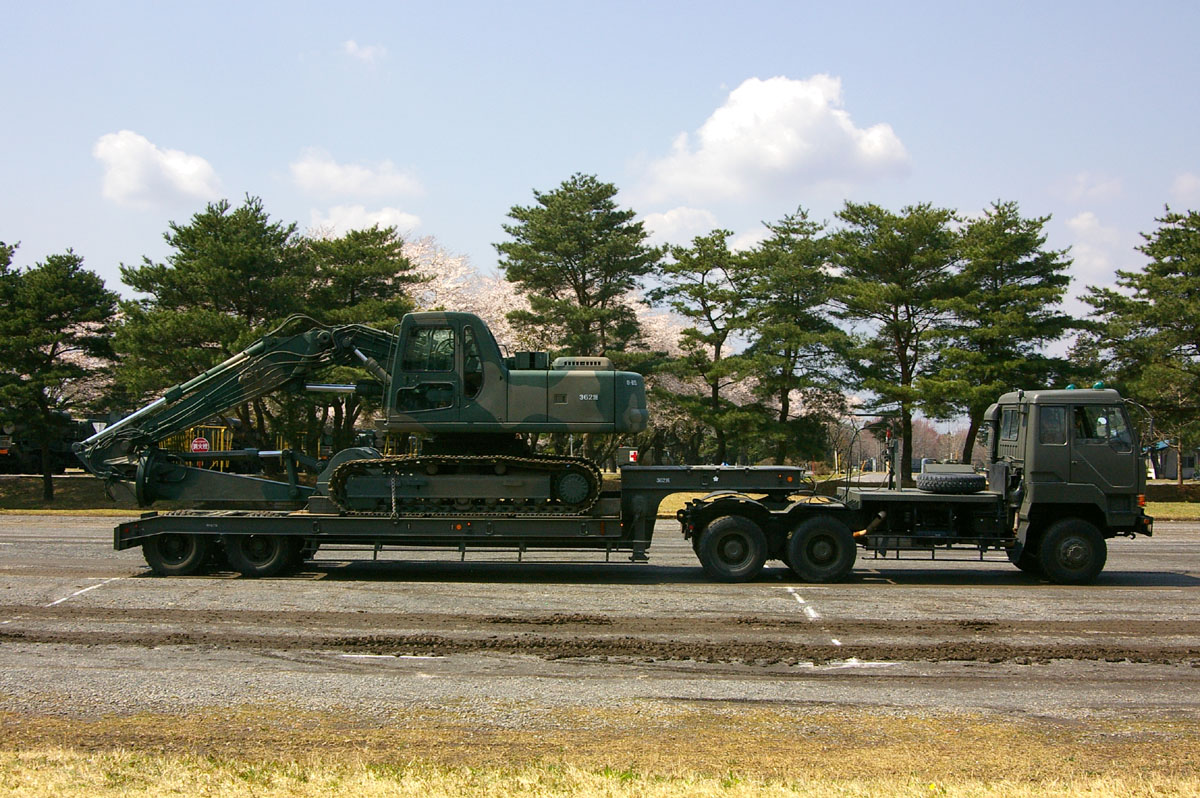
自衛隊挖掘机於74式多用途卡車上

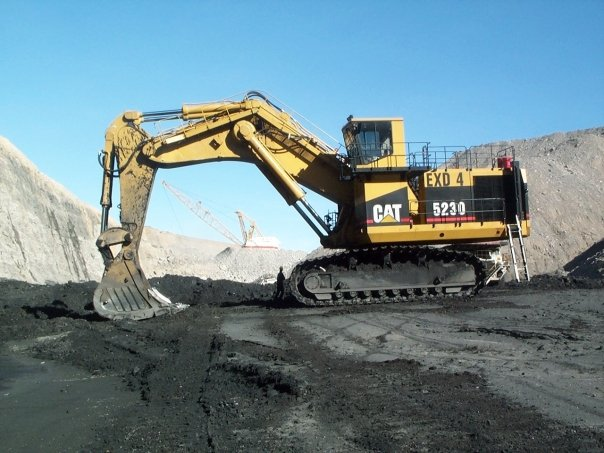
CAT 5230巨型礦用挖掘機

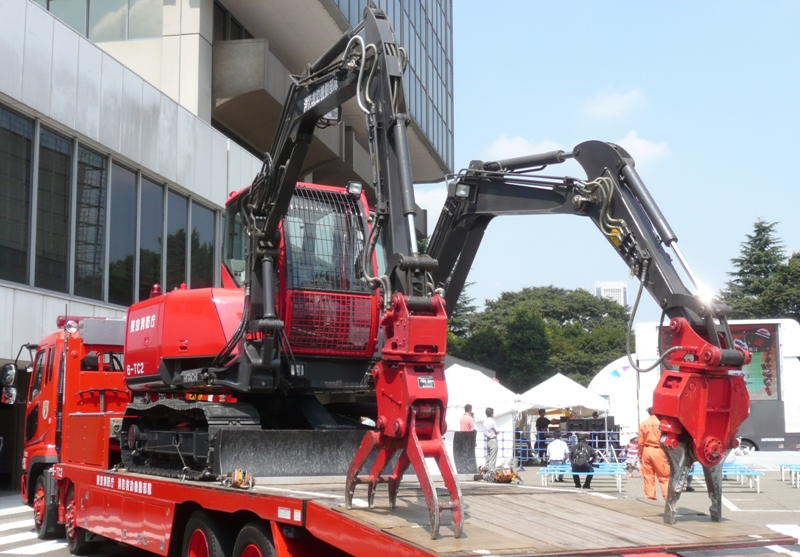
2008年底東京消防廳引進了市面第一台雙臂式作業機

挖土機，又稱挖掘機（香港俗稱雞頭、挖泥車、剷泥車，在台灣常稱為怪手，中華人民共和國部分地方也有簡稱為钩机，新加坡與馬來西亞則稱之為神手），是一種特殊的工程車輛，是由旋轉平台、大型鏟子以及機械手臂組成。一般是以履帶或車輪行進。由於它的樣子特殊，各界对其有各种稱呼，如怪手、挖土機等。
旋轉平台可以做360度迴轉的挖土機，從最小型的小松PC01、日立EX5、石川島IS-4GX、神戶製鋼SS1/2、犀牛等，到最大型的卡特6120B、小松PC8000、德馬克RH400、利勃海爾R9800、日立EX8000。在挖掘机的轉盤中心部份，都有1個迴轉分流盤（joint Ass'y）裝置，外殼固定在上部機械上面有6~9條油管，中心軸固定在下部機械也有6~9條油管，它的用途是將上部機械的液壓油，分送到底盤結構中的行走油壓馬達組，帶動履帶然後走動，或是操作推土板，以利機身360度旋轉。

## 挖掘機種類和用途
| 器具                       | 說明 |
| -------------------------- | --- |
| 管路挖斗                   | 此挖斗是挖掘管路專用，可在小型挖土機上見到，挖斗較小且窄，適合挖掘管路寬度。                                                                             |
| 挖斗                       | 實體挖斗，此為挖土機預設器具，負責挖掘實體泥土。 |
| 弄斗                       | 格子空心狀挖斗，負責挖掘石塊但可以把水等液體流出的挖斗，通常在河堤水利清淤工程見到。                                                                     |
| 旋轉挖斗夾鉗               | 此器具在伐木工程常見，適合夾取木頭類的物品，在挖斗後裝一面輔助夾。                                                                                       |
| 蓮花抓                     | 通常在工地挖地基時可見到，裝上此器具均夾取物品，原理與夾娃娃機一樣。但只能夾取經處理過後有限的物品。                                                     |
| 油壓旋轉夾鉗（俗稱大鋼爪） | 此器具功能與爪式抓斗相似，形狀與大鋼牙一樣，但無法像大鋼牙能夾壞物品，只是單純夾取物品而已。                                                             |
| 液壓破碎錘                 | 常見於拆除工程或是道路整修工程，有點像電鑽可以打孔和破壞物品結構，在整修工程上它是不可缺少的器具。                                                       |
| 油壓粉碎機（俗稱大鋼牙）   | 拆除工程或是工地建築作業時看到，負責夾壞物品和夾住東西的器具，有點像老虎鉗。                                                                             |
| 大鋼剪                     | 可在廢鐵回收廠看到，能夠剪斷大部份的鐵製物品，原理與大鋼牙一樣，只是大鋼牙只有夾住為主，大鋼剪為剪斷。                                                   |
| 電磁盤                     | 可在廢鐵回收廠看到，裝上圓形電磁盤用以吸起大量廢金屬將其放裝到卡車或指定的位置暫時存放。裝此器具時必須再加裝一台發電機。                                 |
| 鑽掘機                     | 建造房子打地基時看到，裝上螺旋柱是負責打地基前，進行探勘挖掘。                                                                                           |
| 液壓振動錘                 | 建造房子打地基時看到，裝上此物品可以將H型鋼柱、鋼板或鋼軌打入地表。                                                                                      |
| 鏈球                       | 常見於拆除工程，在怪手的挖斗上掛上鐵球，操作時以甩的方式揮動鏈球，主要以重力加速度的方式打擊牆壁等建築物結構，讓建築物快速破壞，為負責拆除房屋的好幫手。 |
| 巨型樹木修剪機             | 此器具負責修剪大型樹木，器具上方是一對夾子，下方是一組電鋸，可鋸斷大型樹木。                                                                             |
| 割草機                     | 此器具是箱型，內有多組刀刃，並利用怪手作業範圍廣大的優點，來割除地面雜草及中小型樹木。                                                                   |
| 長手                       | 負責長距離工程專用，加長施作距離。 |
| 伸縮臂（又稱滑臂）         | 負責深度挖掘專用，類似吊車的伸縮桿，通常是用在挖掘更深的泥土作業，用於大型建築物之地基的地底挖掘作業。                                                   |
| 刨除機                     | 負責水泥牆的水泥刨除，留下鋼條也可刮除柏油馬路。 |
| 碎木機                     | 負責大型樹木割除碎斷。 |
| 粉碎斗                     | 將木材、水泥等物品粉碎變小。 |

## 製造商

### 亞洲
南韓
- 沃爾沃建築設備  (三星挖土機)
- 迪萬倫 / DEVELON（榮登坎坷多舛品牌第一，經營不善財務危機幾經轉手、原大宇挖土機、更名斗山大宇挖土機、更名斗山挖土機、更名現代斗山挖土機、至今更名迪萬倫挖土機）
- 现代重工

日本
- AIRMAN / 北越工業株式會社。
- Hitachi Ltd. / 日立（株式会社日立製作所）
- IHI Corporation / 石川島播磨重工業。2008年7月1日更名為IHI建機株式會社
- KATO WORKS CO.,LTD / 加藤製作所（株式会社加藤製作所）
- Kawasaki Heavy Industries, Ltd. / 川崎重工業（かわさきじゅうこうぎょう）
- Kobe Steel Group / 神戶製鋼，或稱神鋼機械，前身為油谷重型機械工業（KOBELCO）
- Komatsu Limited / 小松製作所（株式会社小松製作所）
- Kubota Corporation / 久保田（株式会社クボタ）
- Caterpillar Japan Ltd / キャタピラージャパン株式会社
- Sumitomo Group / 住友集團。
- Takeuchi Mfg. Co., Ltd. / 竹内製作所（株式会社竹内製作所）。
- Yanmar Co., Ltd. / 野馬牌或稱洋馬（ヤンマー株式会社）

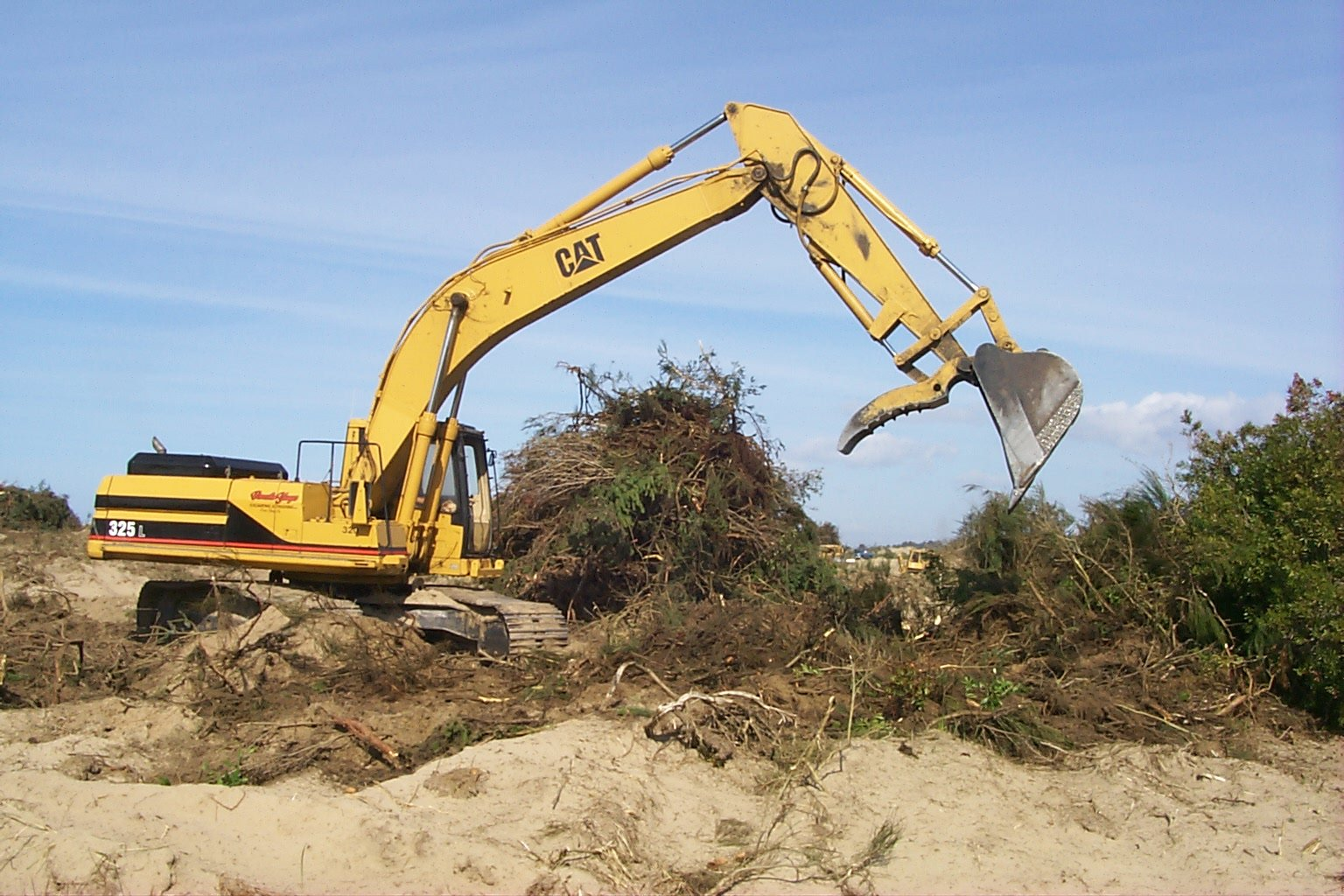
一部在進行挖掘作業的挖土機

中国
- 三一重工
- 柳工集團
- 徐工集團
- 中聯重科
- 山推工程機械股份有限公司

### 美洲
美國
- 山猫公司（英语：Bobcat_Company）「山貓牌」，世界上最早發明「鏟裝機」的公司，其最大特徵是車輛上會有一山貓臉塗裝，也因此「山貓」成為台灣滑移式(Skid Steer Loaders)鏟裝機的代名詞。此品牌幾經易手，目前為韓國斗山(Doosan)集團併購。
- Case Company / 凱斯牌
- Caterpillar Inc. / 凱特彼勒或卡特彼勒，通常簡稱為卡特 / CAT
- JOHN DEERE & Company / 約翰迪爾（挖掘机上通標示DEERE，在台灣稱為強鹿牌）
- Link-Belt Cranes / 現為日本住友重工之子公司

### 歐洲
英國
- HANIX
- JCB

德國
- Liebherr Group / 利勃海爾
- Orenstein & Koppel（O&K） / O&K重工業

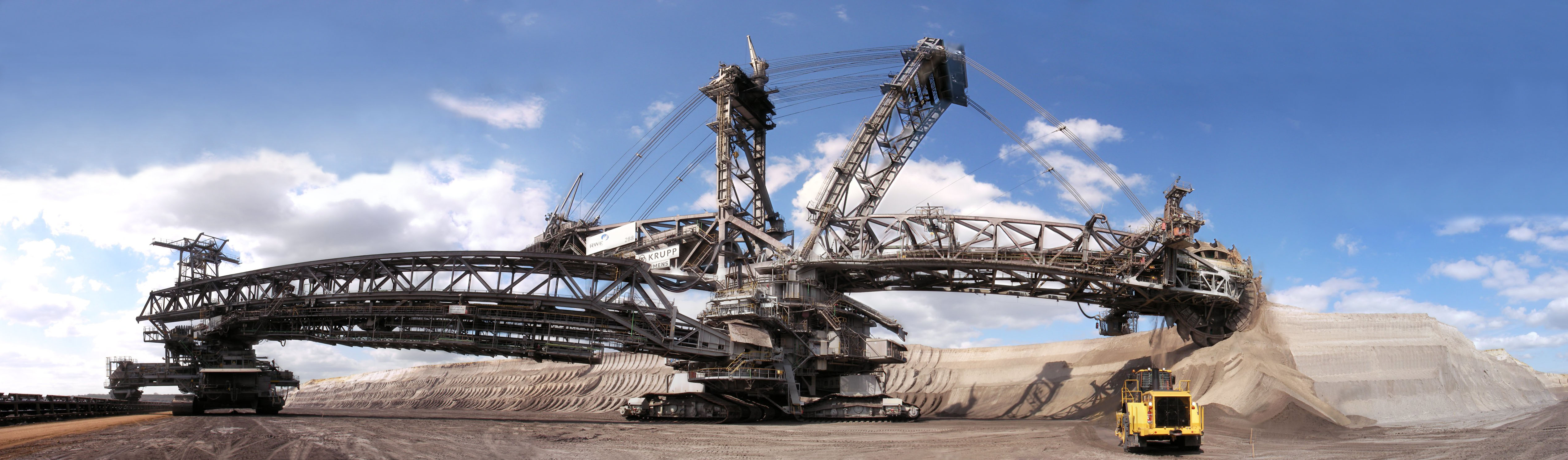
霸格288型，重达13500吨，历史上最大的陆地车辆

- Terex Corporation / 特雷克斯
- TAKRAF Group

## 外部連結
- Excavator Evaluations, Specs, & Suppliers （页面存档备份，存于）
- Excavator Specifications and Comparisons （页面存档备份，存于）
- Excavator Specifications （页面存档备份，存于）
- VRML Simulation of an Excavator, Tower Crane, and Dumptruck
- Configure a Hydraulic Excavator （页面存档备份，存于） – from the official Caterpillar website
- NIOSH Publication: Preventing Injuries When Working With Hydraulic Excavators and Backhoe Loaders （页面存档备份，存于）
- Excavator Simulation （页面存档备份，存于）
- Backhoe Excavator Taiwan （页面存档备份，存于）